# Gautama Siddha
A nu se confunda cu Gautama Siddhartha, fondatorul budismului!
Gautama Siddha a fost un astronom, astrolog de origine indiană care a trăit prin secolul al VIII-lea în China.
În perioada 718 - 729, în timpul dinastiei Tang a întocmit un tratat de astronomie și astrologie.
Aici a expus procedeele de calcul indian și a arătat că, pentru a însemna locul gol al abacului, trebuie pus un punct.
Așadar, în acest tratat se vorbește pentru prima dată despre simbolul zero, adus din afara Chinei.